# ソー・ウィン (王子)
ソー・ウィン（ビルマ語: စိုးဝင်း、英語: Soe Win、1947年1月15日 - ）は、コンバウン王朝の末裔（旧ミャンマー王室当主）。ミャンマーの外交官を務めた。

## 半生

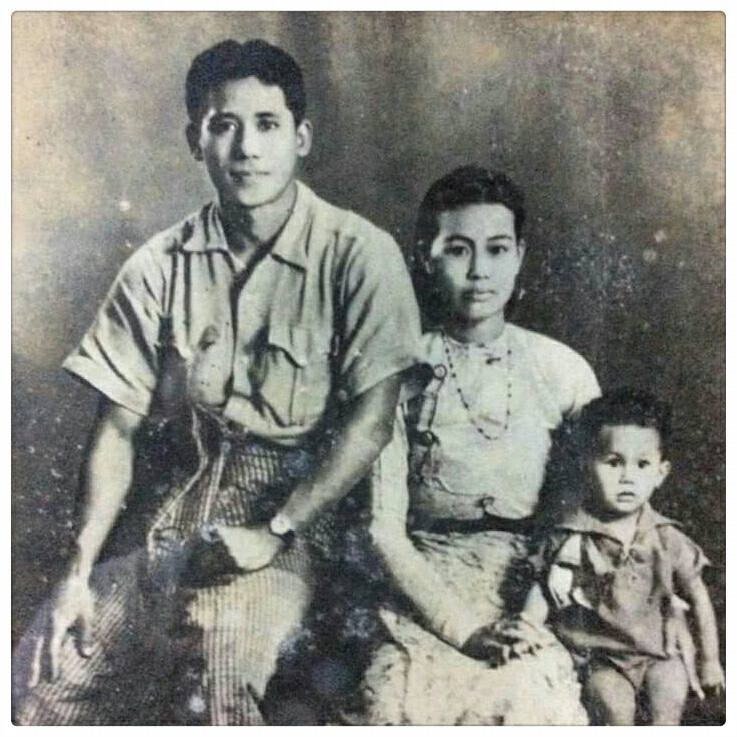
両親と（1948年頃）

1947年1月15日、首都ラングーンにおいて誕生した。父タウ・パヤー・ジーは、1940年代に旧王室の存在感を高めたが、1948年に暗殺された。
最後の王ティーボーの没後百年にあたる2016年の11月、約100人の王室の子孫とともにマンダレー宮殿を訪問した。同年12月、式典のためにインド・ラトナギリに眠るティーボーを墓参した。これにはミャンマー第一副大統領ミンスエやミャンマー国軍最高司令官ミン・アウン・フライン、高僧シタグ・サヤダウらが参列した。
2017年、タイの歴史ドラマ『女性の炎』がミャンマー王家を侮辱しているとして、タイ政府に対して放送を打ち切るよう要求した。
シュウェボ宮殿とアマラプーラ宮殿を復元するキャンペーンを展開している。

## 家族
3人の子女がいる。印刷業を営む息子と、結婚してアメリカとベトナムに定住している娘たちである。後継者は長男のミン・ウー（Min Oo）。